# Galatheidae
Famille
Les Galatheidae forment une famille de crustacés décapodes.

## Description et caractéristiques
Les galathées ressemblent généralement à de petites langoustes dont le céphalothorax serait disproportionné par rapport à l'abdomen, qui est presque toujours replié. Elles possèdent de longues pinces la plupart du temps très fines.

## Liste des genres
Selon World Register of Marine Species (1 juillet 2014) :
- genre Alainius Baba, 1991
- genre Allogalathea Baba, 1969
- genre Allomunida Baba, 1988
- genre Coralliogalathea Baba & Javed, 1974
- genre Fennerogalathea Baba, 1988
- genre Galathea Fabricius, 1793
- genre Janetogalathea Baba & Wicksten, 1997
- genre Lauriea Baba, 1971
- genre Macrothea Macpherson & Cleva, 2010
- genre Nanogalathea Tirmizi & Javed, 1980
- genre Phylladiorhynchus Baba, 1969
- genre Triodonthea Macpherson & Robainas-Barcia, 2013

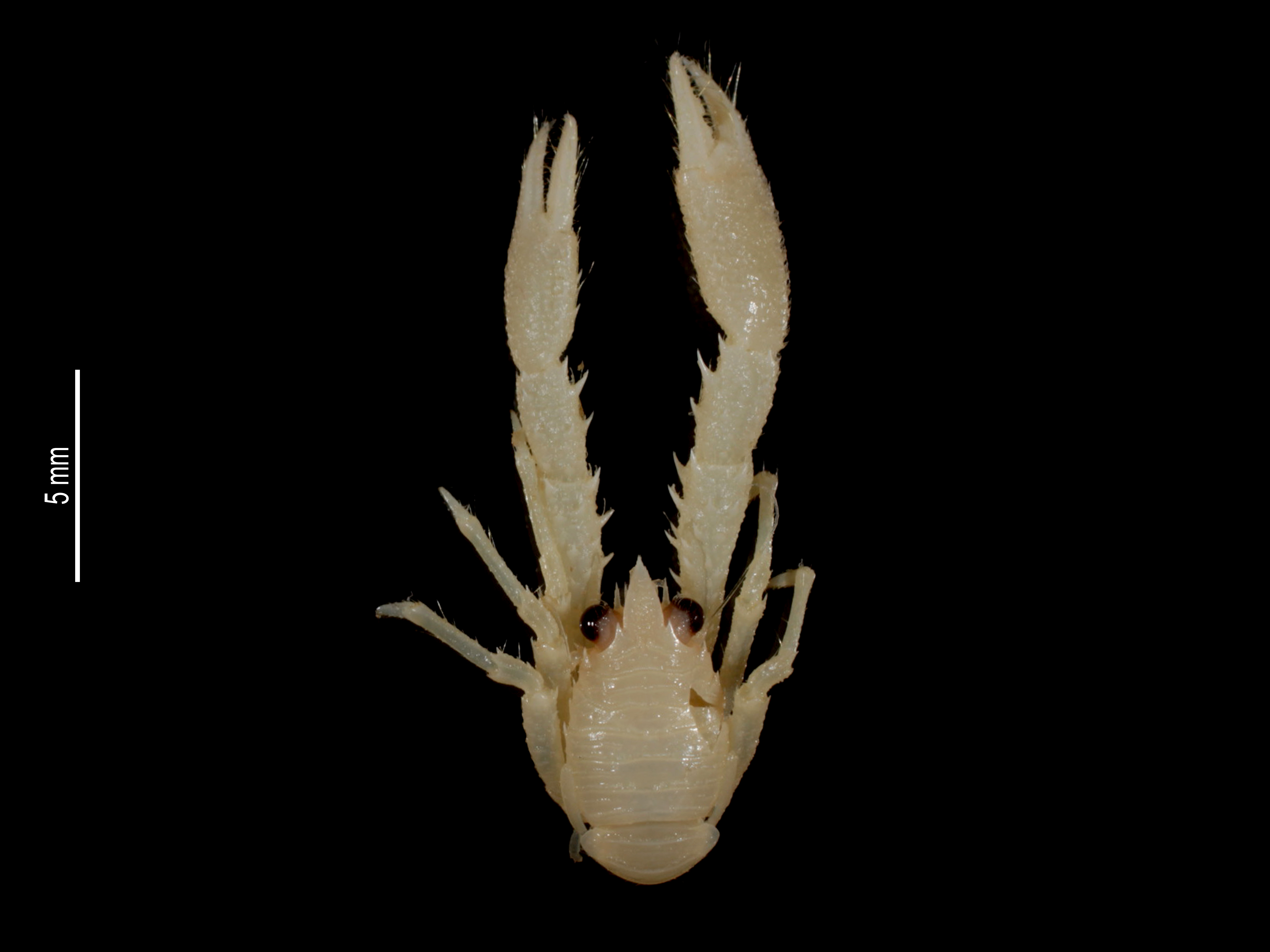
Alainius crosnieri
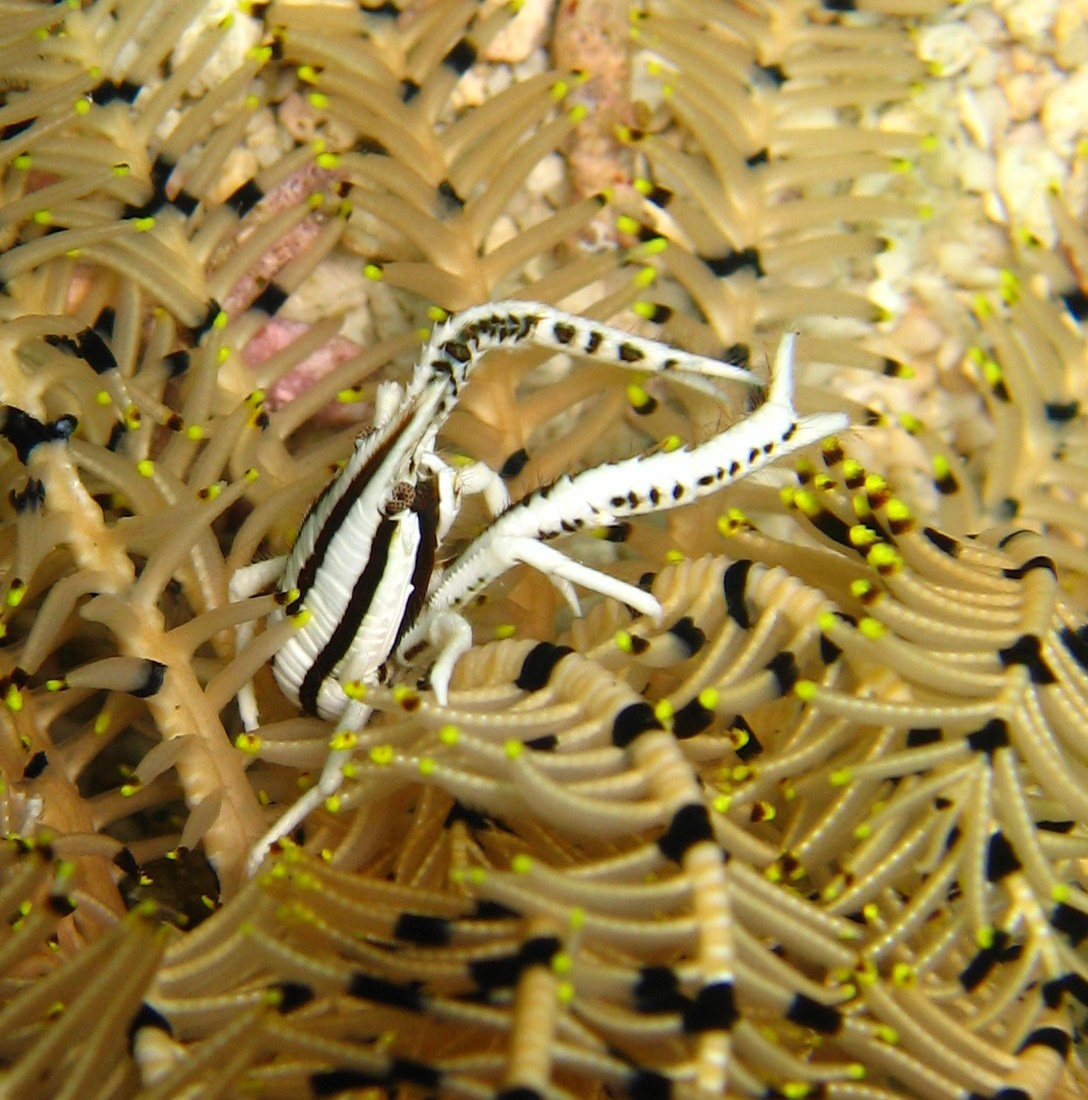
Galathée des crinoïdes (Allogalathea elegans)
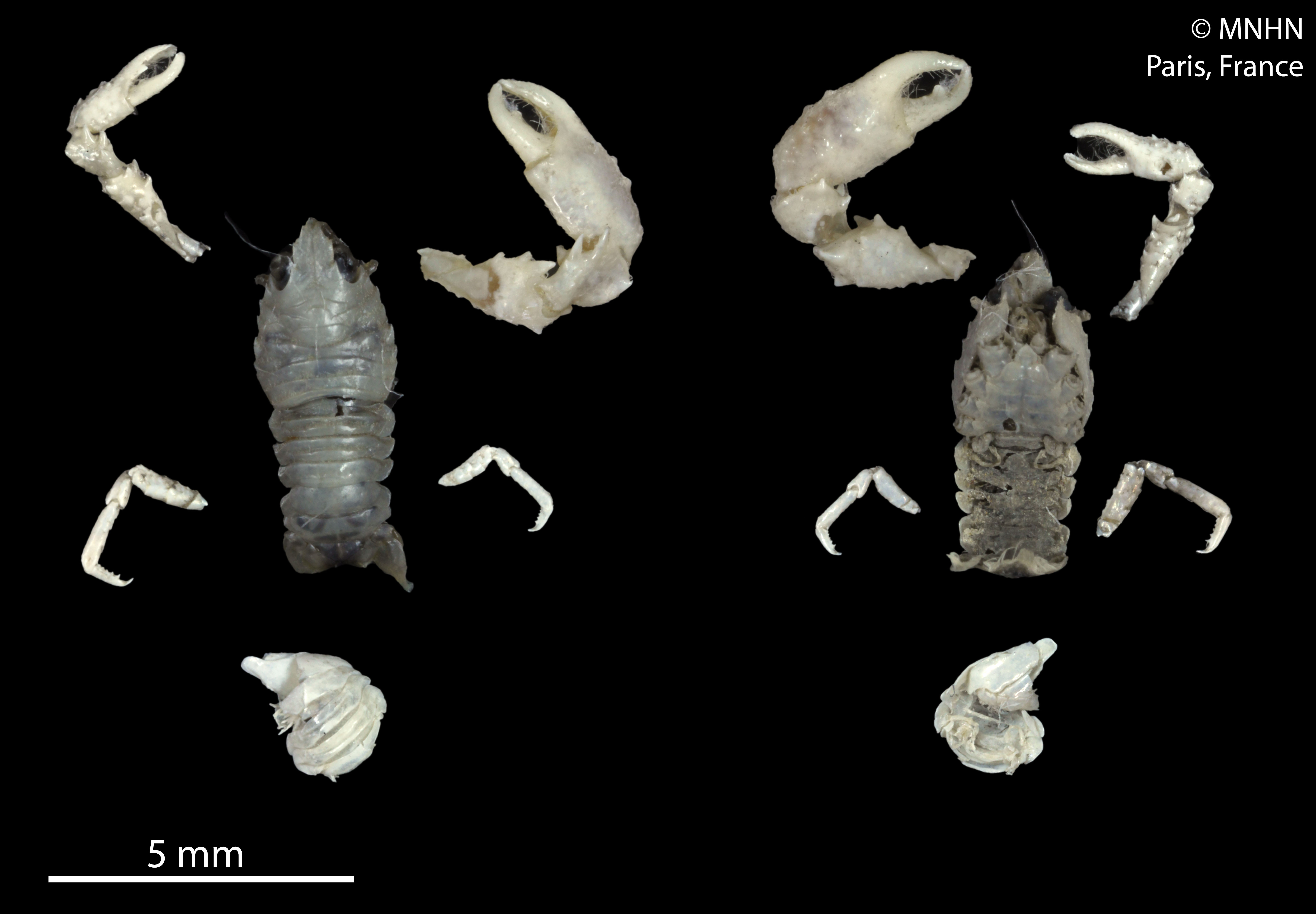
Coralliogalathea megalochira
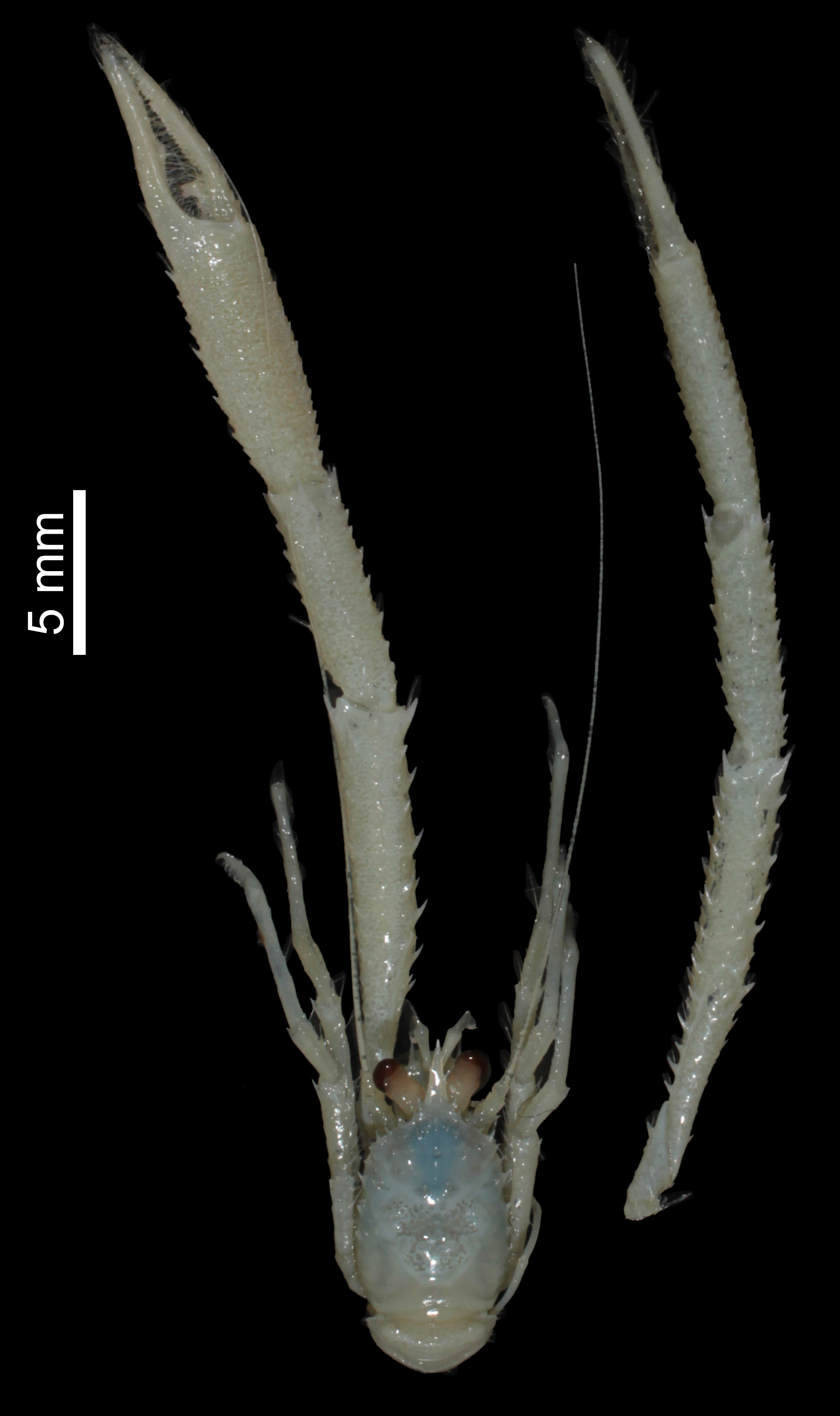
Fennerogalathea cultrata
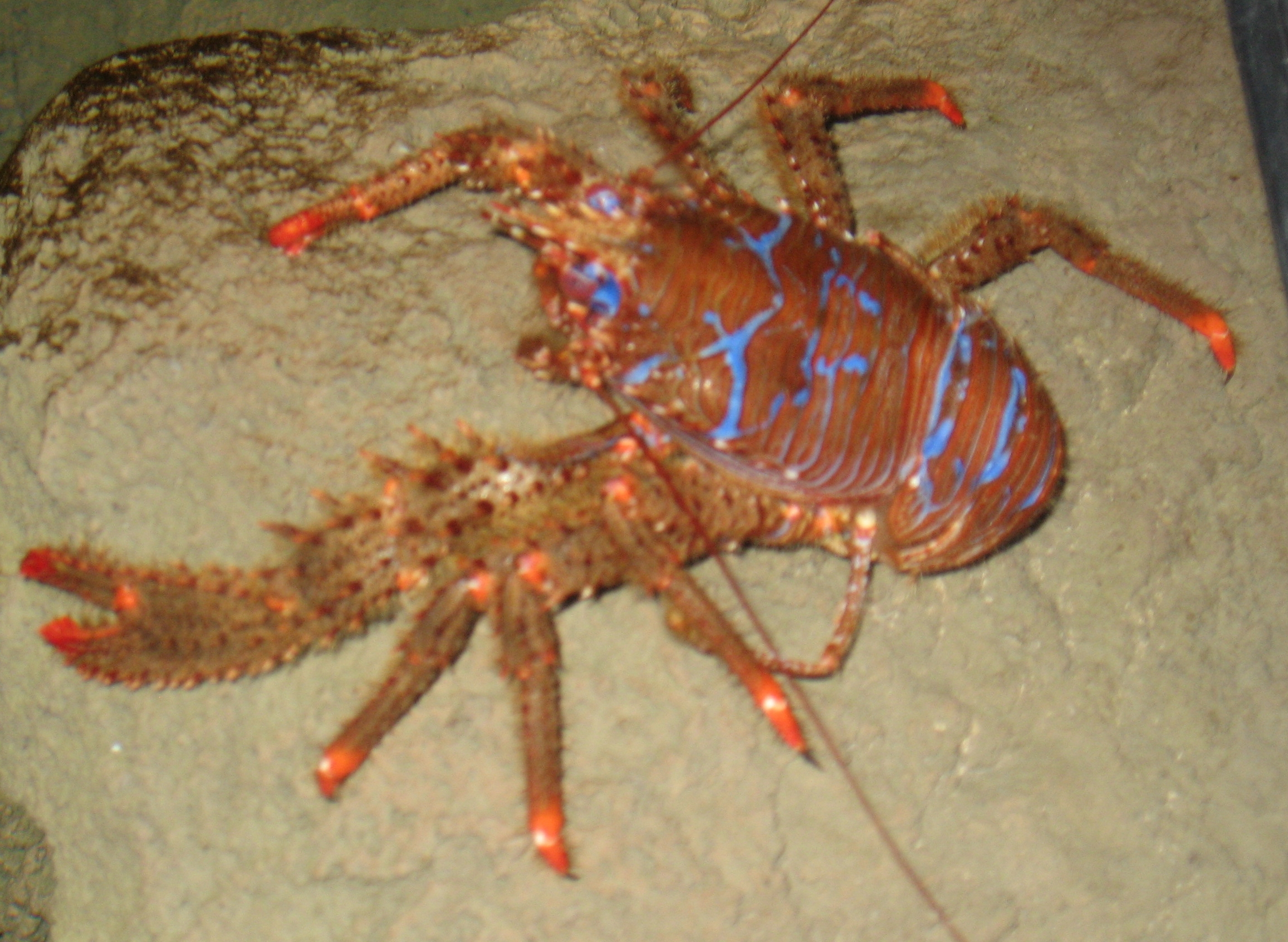
Galathea strigosa
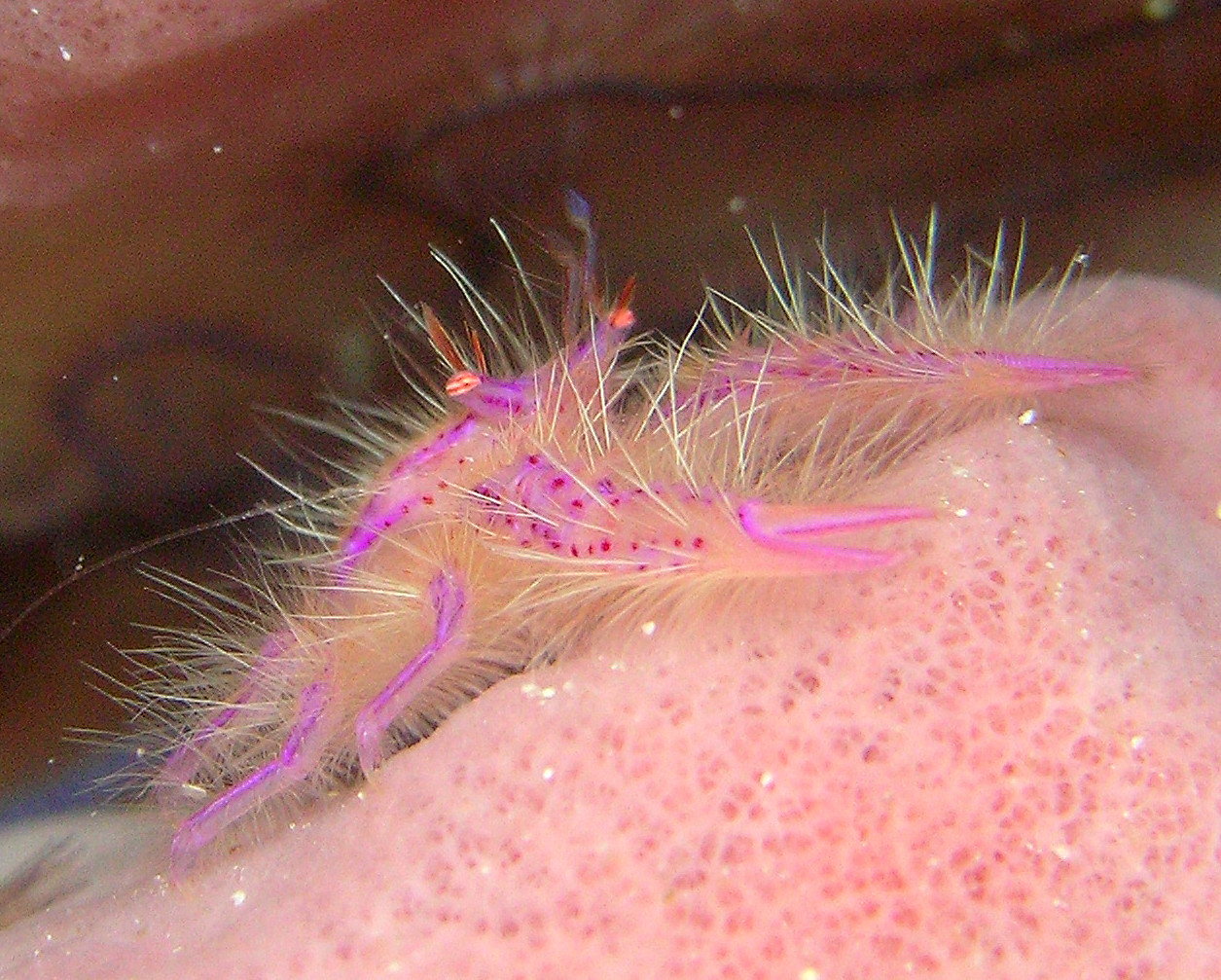
Lauriea siagiani
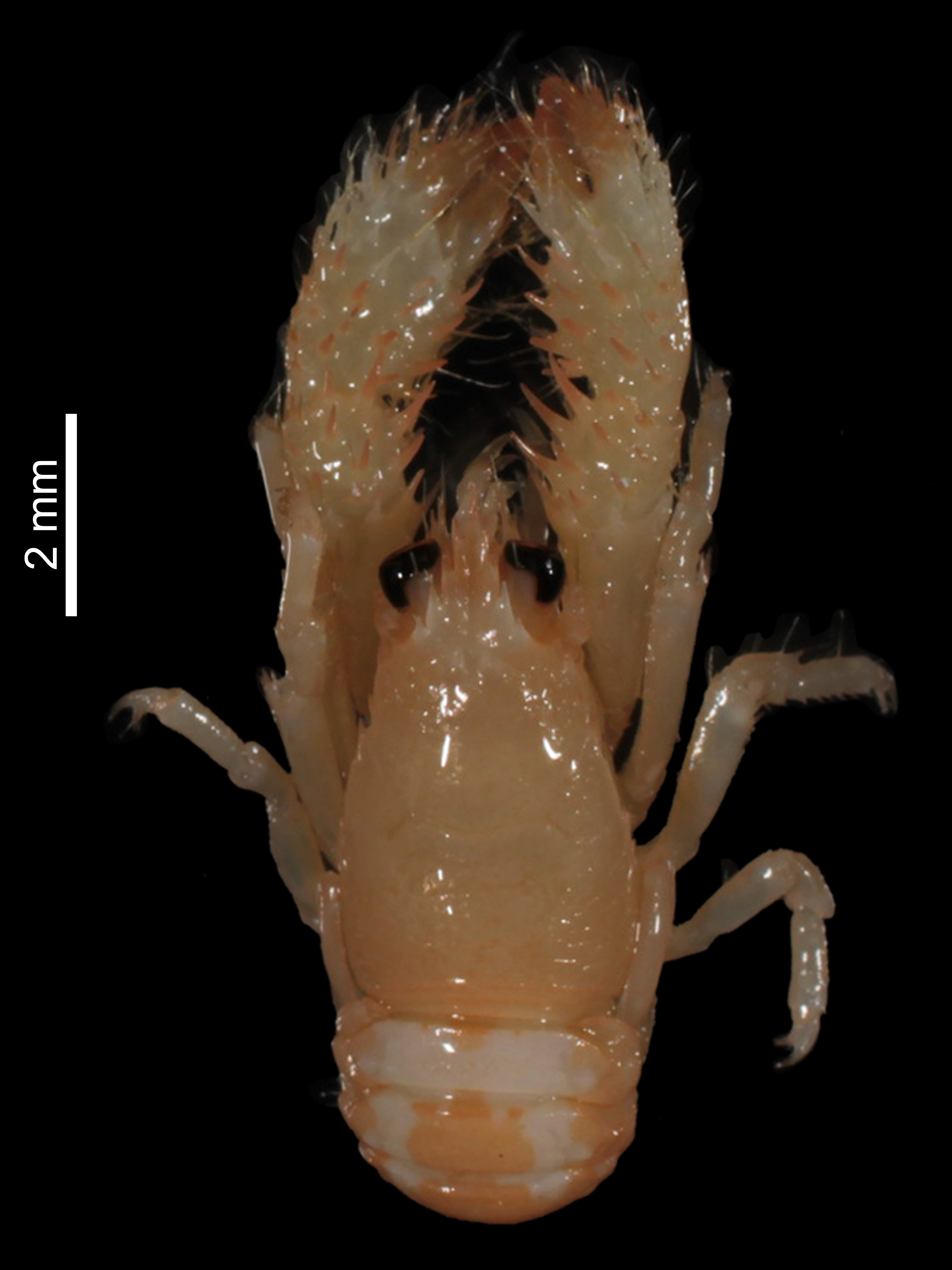
Macrothea bouchardi
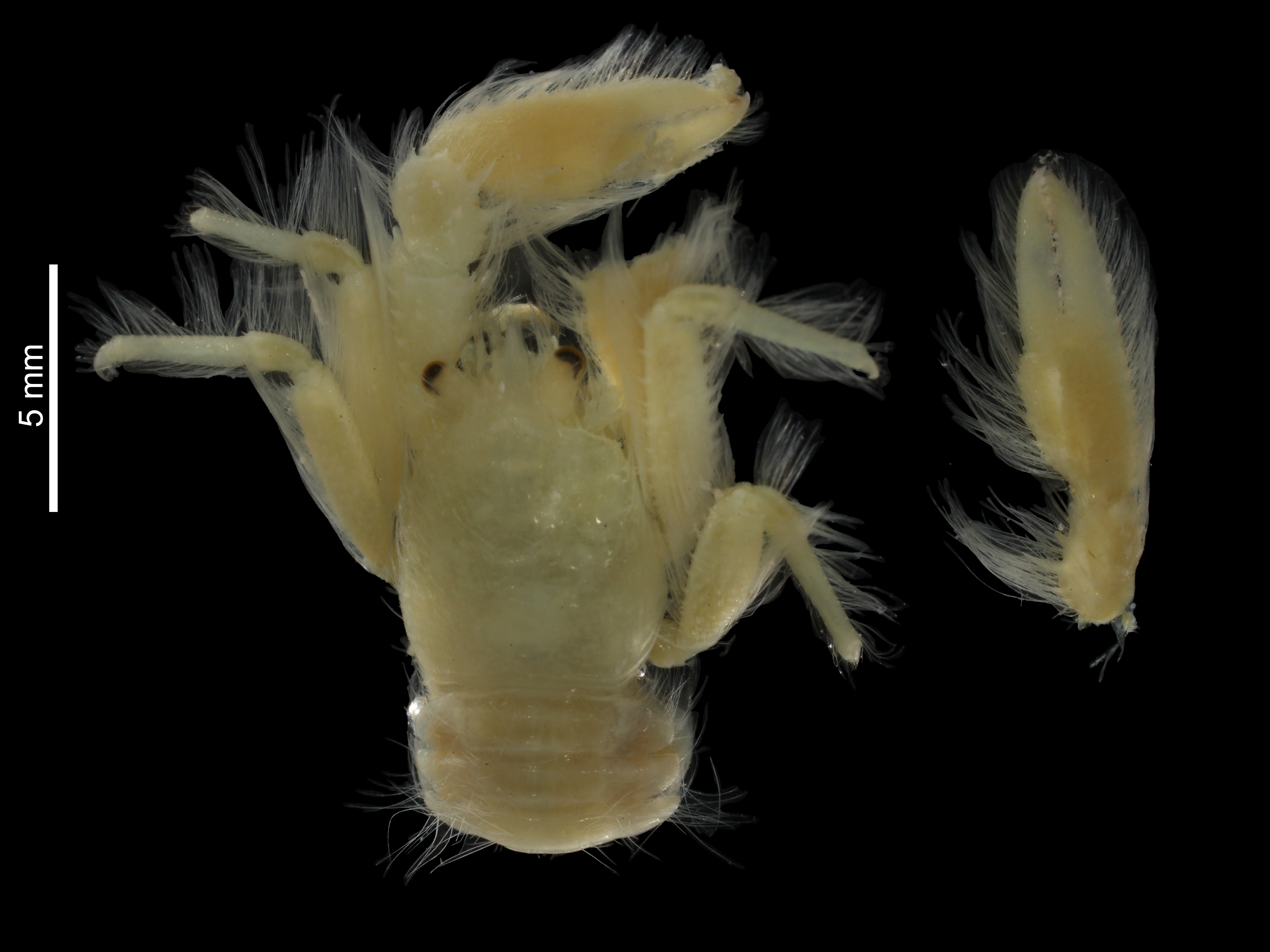
Triodonthea setosa